# Islington Assembly Hall

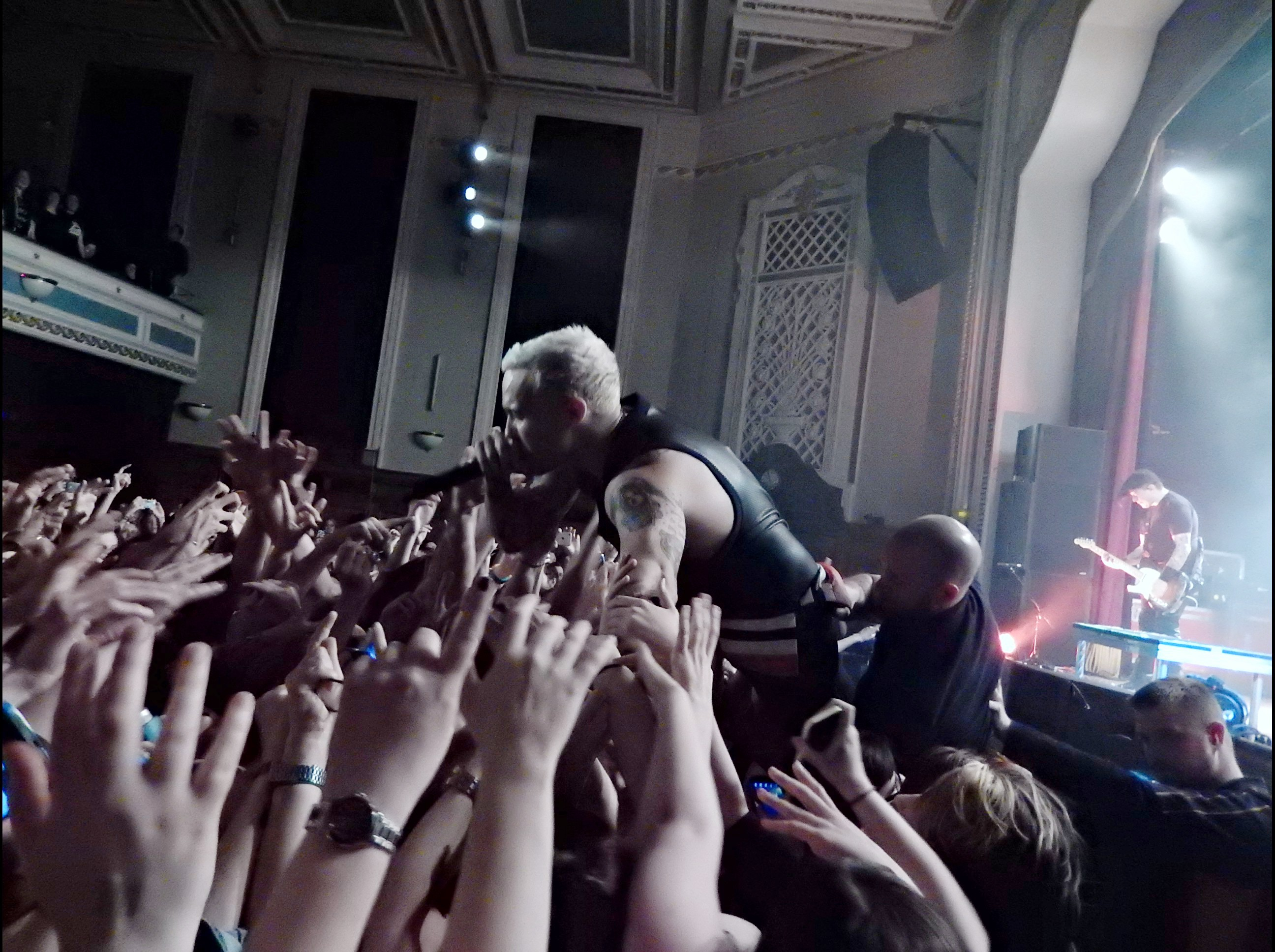
Fall Out Boy à Islington Assembly Hall en 2015.

Le Islington Assembly Hall est une salle de concert et un espace d’événements sur Upper Street située dans le quartier d'Islington, à Londres  et un monument classé de Grade II. Il peut accueillir jusqu'à 800 personnes, dont 200 sur son balcon ,. D'autres événements que des spectacles musicaux, tels que des réunions publiques, y sont également organisés.

## Description et usages
Il présente de nombreuses caractéristiques art déco, notamment des horloges, des peintures et des panneaux décoratifs,.
Détenu et géré par les autorités locales, le bâtiment a accueilli des événements tels que des spectacles de variétés, des danses du thé et des mariages, de 1930 jusqu'à sa fermeture au milieu des années 1980,. Il est resté inactif environ 30 ans jusqu'à ce que le conseil d'Islington finance sa rénovation et rouvre ses portes en 2010  près de 80 ans après sa première ouverture,.